# KL6系列客車
金龍KL6系列客車是由中華民國客車製造商金龍汽車製造所生產的系列客車，金龍汽車製造為中興巴士集團投資，與廈門金龍及三陽工業均無關，KL6系列涵蓋了市區大型與市區中型低底盤公車及城際國道客車。

## 簡介
金龍KL6系列客車底盤鋼材由江申工業提供，引擎使用美國康明斯與德國梅賽德斯-賓士生產的引擎，變速箱則使用德國采埃孚&福伊特及中國生產的綦江齒輪傳動變速箱。

## 市區車型

### 甲類大客車
甲類低地板規格於2012年後出廠的車款使用EEV超五期引擎，車尾並追加了LED行先。2014年後，在前輪輪拱上方更改為雙座位設計、原輪椅區、車門側均增加了座位，2015年後的車款原輪椅區、車門側取消座位，後再加入一輪椅區成為兩輪椅區，並將空調移至車頂同時增設座椅。2017年出廠車款將座椅改為短椅背式公車座椅並將最後一排窗戶向後延伸，同時依照法規安裝活動式安全窗。

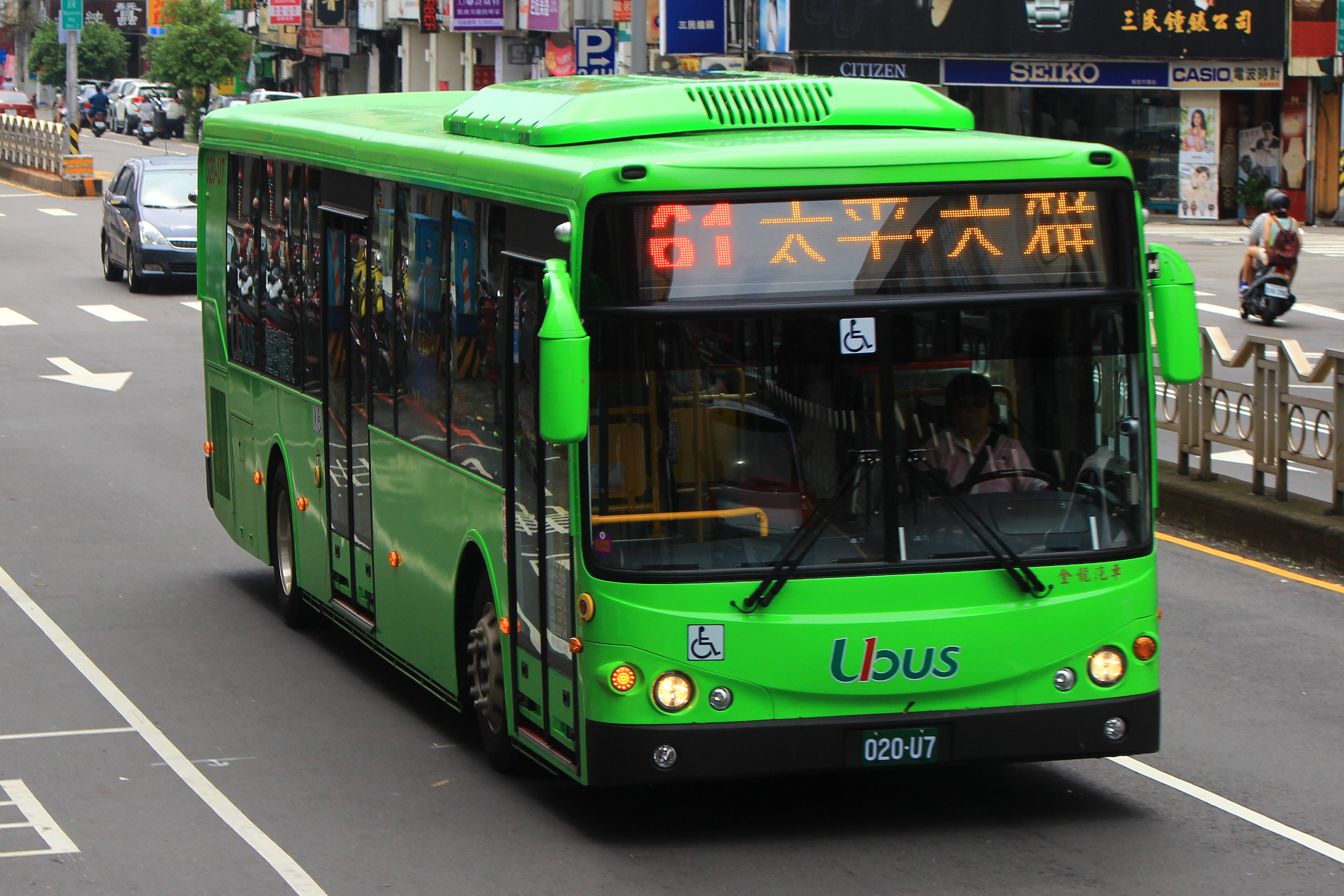
統聯客運 020-U7 車型KL6120U1（五期環保引擎，冷氣置頂）

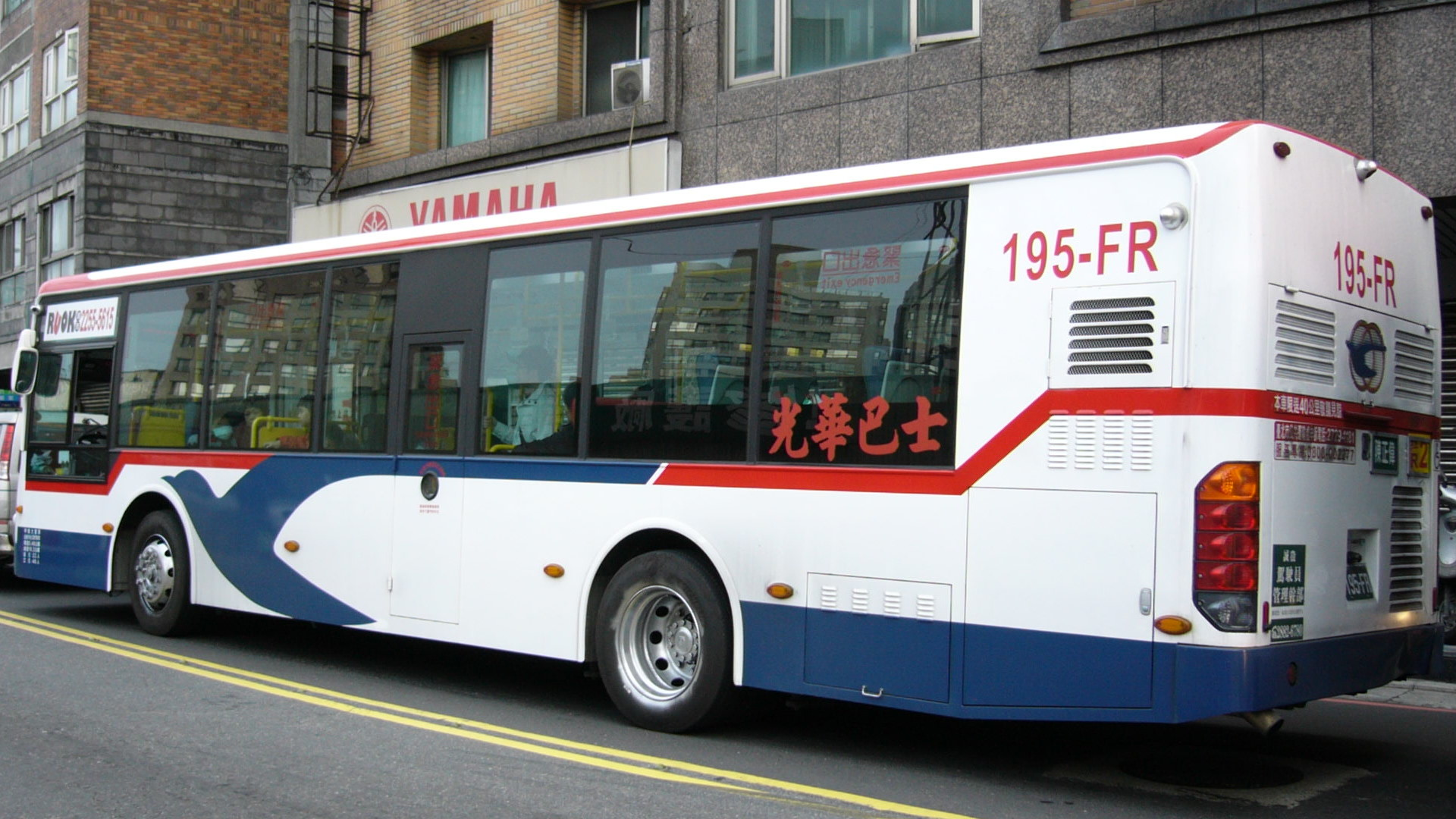
光華巴士 195-FR 車型KL6112U1（四期環保）

- KL6120型號：車長：12,010mm、軸距：6,000mm
- KL6112U1型號-5.3米短軸版車型：車長：11,200mm、軸距：5,300mm
- 引擎[2]：
  - Cummins ISBe4+250B（2009年～2012年7月－四期引擎）。
  - Cummins ISB6.7EV250B（2012年8月至今－EEV環境友好引擎）。
  - Cummins ISB6.7EV300B（2015年10月至今－EEV環境友好引擎）。
  - Mercedes-Benz OM926LA（2016年12月至今－EEV環境友好引擎）。
- 馬力：250hp、300hp、320hp 。
- 排氣量：6,692c.c.、7,201c.c. 。
- 變速箱：
  - 手排：綦江 QJ1205 五速手排 (前5後1)、ZF Ecolite S6-85六速手排 (前6後1)、Mercedes-Benz GO 110-6 六速手排 (前6後1)。
  - 自排：Voith DIWA854.5 四速自排 (前4後1)、Voith DIWA864.5 四速自排 (前4後1)、ZF Ecolife 6AP1200B 六速自排 (前6後1)、ZF Ecolife 6AP1400B 六速自排 (前6後1)。
- 懸吊系統：威伯科車輛控制系統（页面存档备份，存于）電子控制空氣懸吊系統、ECAS 升降系統 。
- 煞車系統：威伯科車輛控制系統（页面存档备份，存于）碟式雙迴路全氣壓式煞車及ABS動態煞車系統 。
- 輪軸：前軸：ZF RL85A、後軸：ZF AV132 。
- 冷氣：2015年後車款 上濱冷氣（页面存档备份，存于） 205RT頂置式冷氣系統 （页面存档备份，存于）、210RT頂置式冷氣系統（页面存档备份，存于） 。

### 乙類大客車
降大樑型號KL685021A1-2雙門車款及KL685021A1-3單門車款，生產年份2010年，指南客運、新北客運、淡水客運、基隆客運，此車底盤與上汽集團南京伊維柯有關。

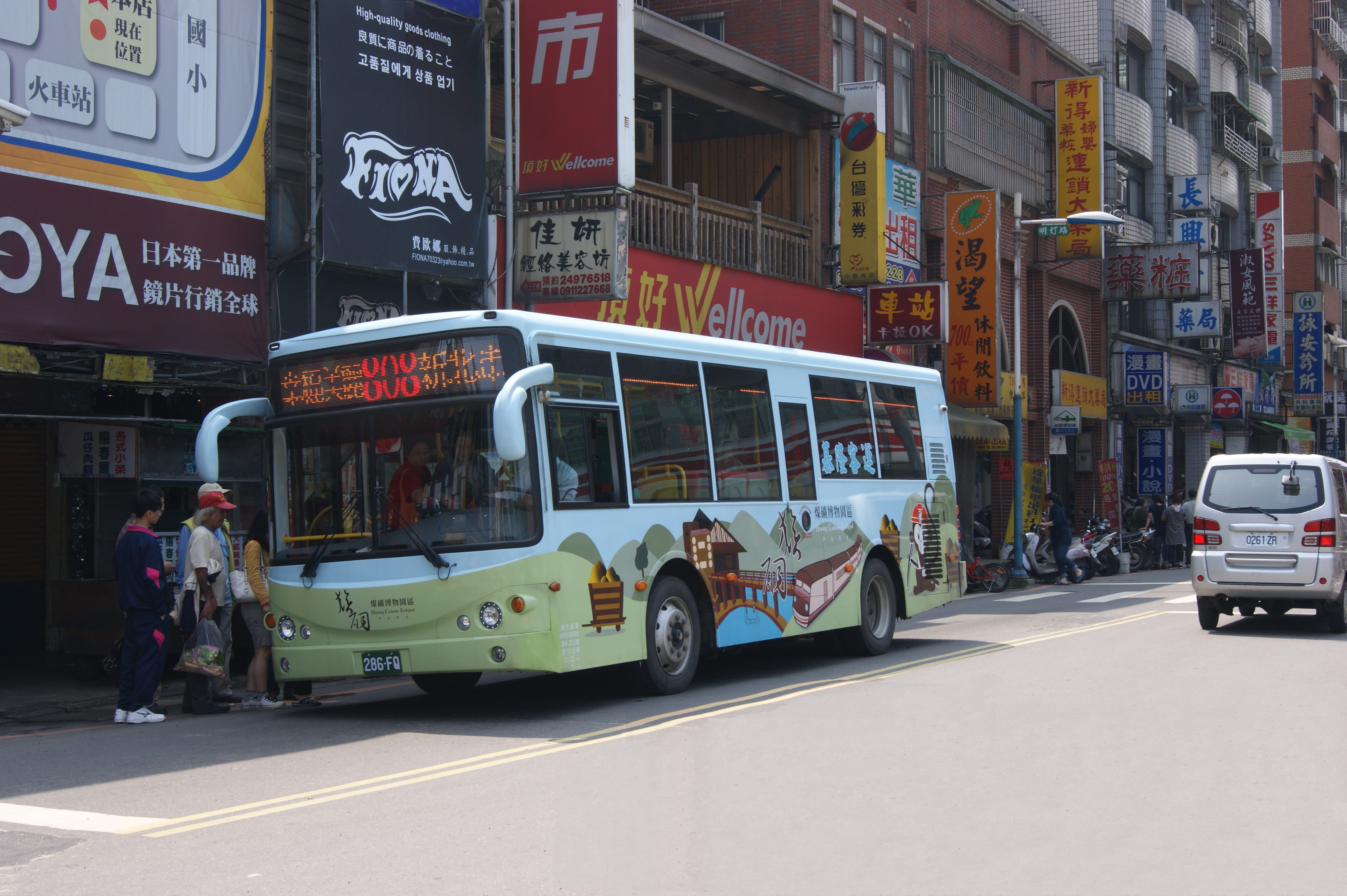
基隆客運 286-FQ 車型KL685021A1-3（單門車）

- 引擎 : Cummins ISBe4+185 (四期引擎) 。
- 馬力 : 180hp 。
- 排氣量 : 4,461 c.c. 。
- 變速箱 : 綦江齒輪傳動 QJ805 五速手排 (前5後1) 。
- 車輛尺寸： 車長：8490mm 軸距：3980mm

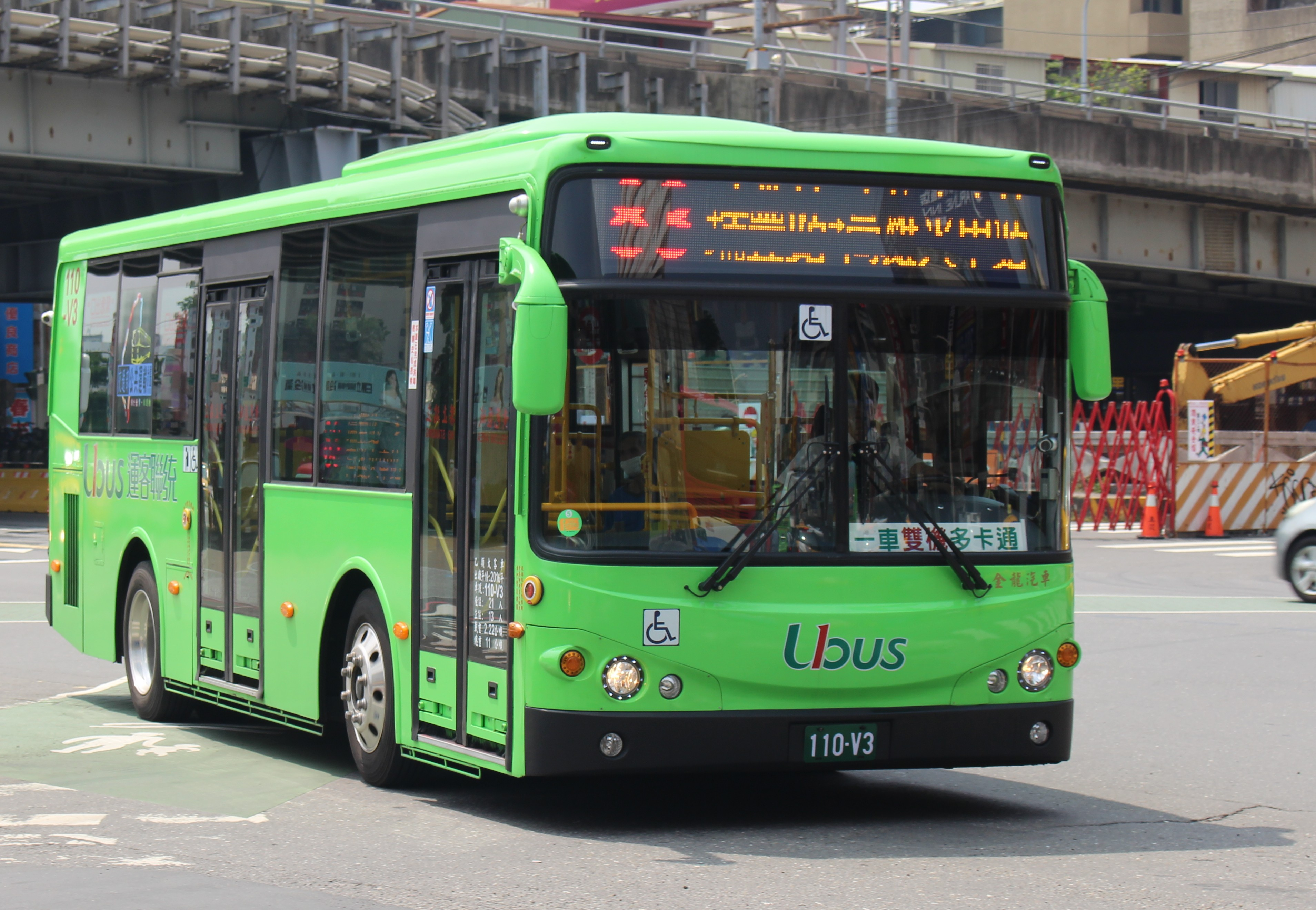
統聯客運 110-V3 車型KL6850U1

型號KL6850U1，生產年份2017年，相較於降大樑版本，此車型導入了ECAS升降功能並設有輪椅渡板可以上下輪椅，並將原本直結式冷氣改為置頂式，目前僅統聯客運擁有此車款。
- 引擎 : Cummins ISB4.5E5207B（五期引擎） 。
- 馬力 : 198hp 。
- 排氣量 : 4,461 c.c. 。
- 變速箱 : 綦江齒輪傳動 QJ805 五速手排 。
- 車輛尺寸： 車長：8490mm 軸距：3980mm

型號KL6850A2及KL6850A3，生產年份2019年，KL6850A2輪軸距寬度為2米1，KL6850A3輪軸距寬度為2米3，外觀差別分為2米1前半部天花板較低，2米3天花板為平整。前車門採用折疊式車門，抽屜式輪椅渡板，車前晝行燈捨棄光圈設計並改為於下方保險桿霧燈旁，LED尾燈，車前、車後、車側均使用全彩LED行先，置頂式冷氣。目前淡水客運及新北客運擁有KL6850A2，其中僅淡水客運擁有輪軸距寬度較寬的KL6850A3。
- Mercedes-Benz OM924LA（2019年6月至今－六期引擎）
- 馬力：220hp 。
- 排氣量：4,801 c.c. 。
- 變速箱：2米1車型為 Voith DIWA851.3E 三速自排 (前3後1)，2米3車型為 ZF Ecolife 6AP1000B 六速自排 (前6後1) 。
- 車輛尺寸： 車長：8490mm 軸距：3995mm
- 懸吊系統：威伯科車輛控制系統（页面存档备份，存于） 電子控制空氣懸吊系統、ECAS 升降系統 。
- 煞車系統：威伯科車輛控制系統（页面存档备份，存于）碟式雙迴路全氣壓式煞車及ABS動態煞車系統 。
- 冷氣：上濱冷氣（页面存档备份，存于）205RT頂置式冷氣系統 （页面存档备份，存于） 。

## 城際車型
- 引擎[2]：

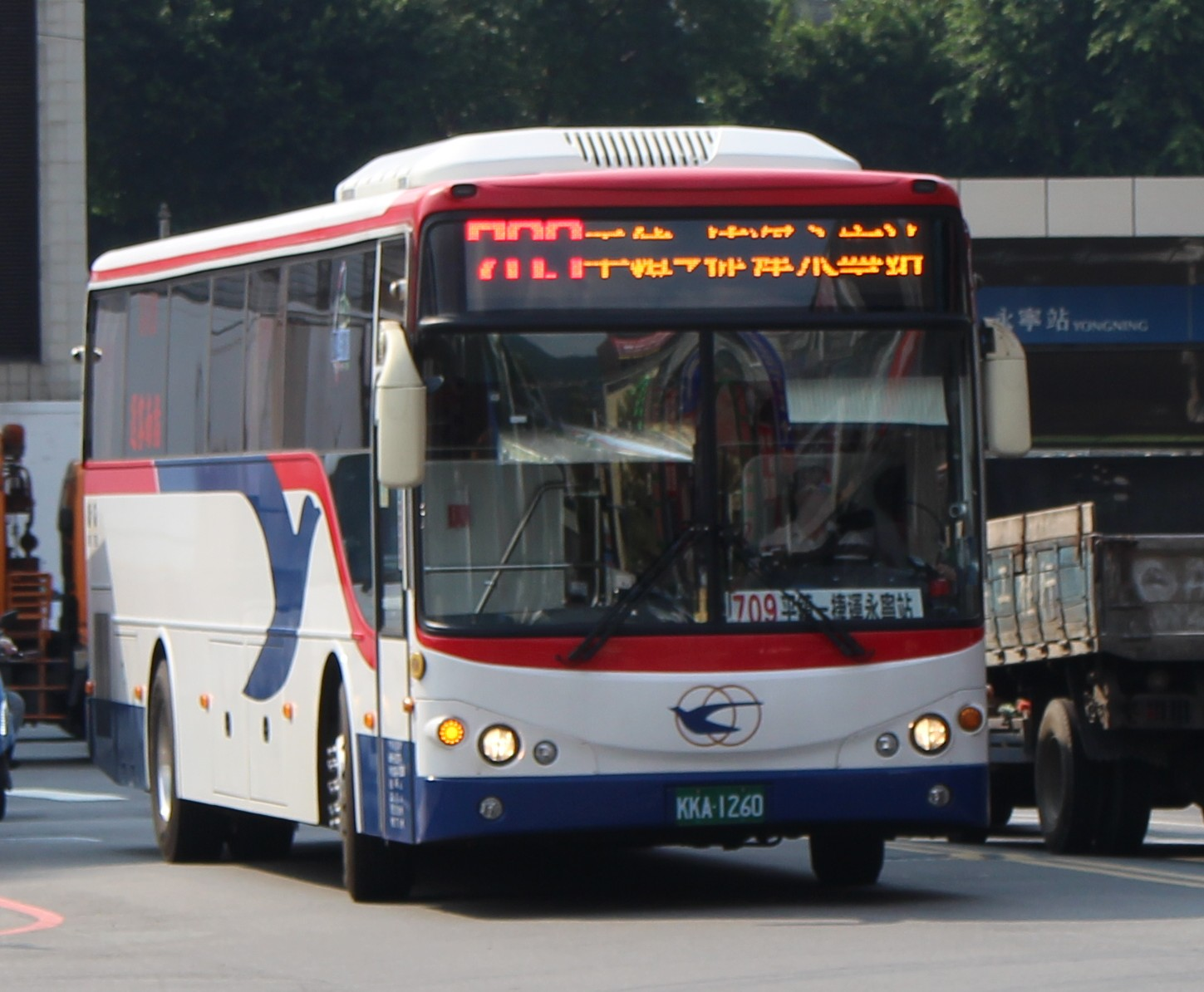
指南客運 KKA-1260

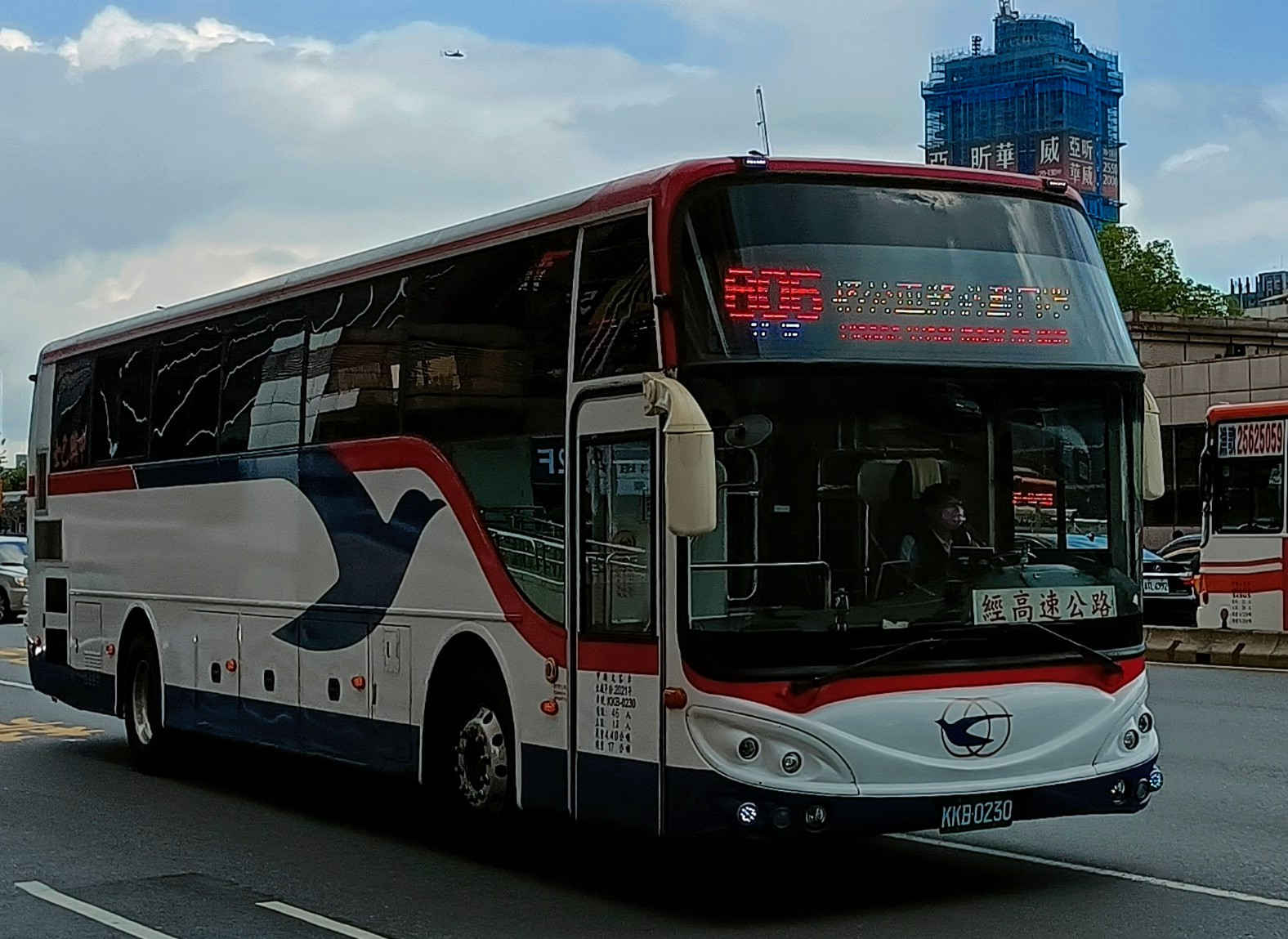
中興巴士 KKB-0230

  - Cummins ISB6.7EV250B。
  - Cummins ISB6.7EV300B。
  - Cummins ISM11E5 385。
  - Mercedes-Benz OM926LA。
  - Mercedes-Benz OM457LA。
- 馬力：250hp、300hp、320hp、385hp、430hp。
- 排氣量：6,692c.c. 、7,201c.c. 、10,824c.c. 、11,967c.c.。
- 變速箱 :
  - 手排 : 綦江 QJ1205 五速手排 (前5後1) ，綦江 QJ1205 五速手排(超比版) (前5後1) ，Mercedes-Benz GO 110-6 六速手排 (前6後1) ，Mercedes-Benz GO 210-6-R115E 六速手排附油壓減速器 (前6後1) 。
  - 自排 : Voith DIWA854.5 四速自排 (前4後1) 、ZF Ecolife 6AP1400B 六速自排 (前6後1)、ZF AS Tronic 12AS2301BO 十二速自手排 (前12後2) 。
- 懸吊系統：威伯科車輛控制系統（页面存档备份，存于）電子控制空氣懸吊系統、ECAS 升降系統 。
- 煞車系統：威伯科車輛控制系統（页面存档备份，存于）碟式雙迴路全氣壓式煞車及ABS動態煞車系統 。
- 輪軸：
  - 前軸：ZF RL85A 。
  - 後軸：ZF AV132 。
- 冷氣：標準塗裝 上濱冷氣（页面存档备份，存于）205RT頂置式冷氣系統 （页面存档备份，存于）、城際快捷塗裝 上濱冷氣（页面存档备份，存于） 210RT頂置式冷氣系統（页面存档备份，存于） 。